# Cryptops peringueyi
Cryptops peringueyi är en mångfotingart som beskrevs av Carl Graf Attems 1928. Cryptops peringueyi ingår i släktet Cryptops och familjen Cryptopidae. Inga underarter finns listade i Catalogue of Life.